# Rhein-Neckar Löwen
Rhein-Neckar Löwen es un club de balonmano de la localidad de Mannheim, Alemania.
El Rhein-Neckar Löwen compite en la 1.ª División de la Bundesliga alemana de balonmano al igual que en la Copa Alemana de Balonmano.
Es uno de los equipos que más dinero ha invertido en los últimos años para conseguir títulos y esa inversión tuvo éxito tras la consecución de la Bundesliga en la temporada 2015/16.

## Palmarés
- Bundesliga:
  - Campeón: 2016 y 2017

- Copa de Alemania:
  - Campeón: 2018, 2023
  - Subcampeón: 2006, 2007 y 2010

- Recopa de Europa:
  - Subcampeón: 2008

- Copa EHF:
  - Campeón: 2013

- Supercopa de Alemania
  - Campeón: 2016 y 2017

## Plantilla 2024-25
|  | Porteros - 01 Mikael Appelgren - 29 David Späth Extremos izquierdos - 08 Tim Nothdurft - 15 David Móré Extremos derechos - 19 Cedric Mayer - 24 Patrick Groetzki - 26 Niklas Michalski Pívots - 09 Steven Plucnar Jacobsen - 34 Valentin Willner - 80 Jannik Kohlbacher | Laterales izquierdos - 13 Sebastian Heymann - 22 Gustav Davidsson - 45 Halil Jaganjac Centrales - 10 Juri Knorr - 25 Olle Forsell Schefvert - 81 Magnus Grupe Laterales derechos - 05 Ivan Martinović - 11 Arnór Snær Óskarsson - 42 Jon Lindenchrone |

## Sitio oficial
Sitio Oficial del Rhein-Neckar Löwen (en alemán)
- Datos: Q707826
- Multimedia: Rhein-Neckar Loewen / Q707826